# Matteo Spanu
Matteo Spanu (Udine, 29 febbraio 1996) è un mezzofondista italiano.

## Biografia
Nel 2009 inizia a fare atletica nelle giovanili della Polisportiva Libertas Mereto di Tomba per poi passare nel 2012 alla Atletica Malignani Libertas Udine sotto la guida di Sandro Pirrò.
Raggiunge i primi successi individuali nel 2017 da Under 23, arrivando secondo dietro ad Ahmed Abdelwahed ai campionati italiani di categoria di Firenze nei 3000 siepi . Nel 2018 si conferma con altre due medaglie d'argento ai campionati italiani di Agropoli nei 3000 siepi e nei 1500 metri .
Nel 2019 a Bressanone vince il titolo italiano assoluto sui 1500 metri in 3'45"09 davanti a Pietro Arese e Yassin Bouih. Ottiene così la convocazione in nazionale maggiore ai Campionati Europei a squadre di Bydgoszcz, dove giunge 7° nei 1500 metri.

## Campionati nazionali
- 1 volta campione italiano assoluto dei 1500 m piani (2019)

2013
- 8º ai campionati italiani allievi, 2000 m siepi - 6'19"13

2014
- 10º ai campionati italiani juniores, 5000 m piani - 15'39"16

2015
- 9º ai campionati italiani juniores, 5000 m piani - 15'34"62
- 6º ai campionati italiani juniores, 3000 m siepi - 9'33"03

2016
- 5º ai campionati italiani promesse, 1500 m piani - 3'55"89
- 4º ai campionati italiani promesse, 3000 m siepi - 9'15"77

2017
- Argento ai campionati italiani promesse (Firenze), 3000 m siepi - 8'55"15
- 4º ai campionati italiani promesse, 1500 m piani - 3'54"94

2018
- 6º ai campionati italiani assoluti, 1500 m piani - 3'48"82
- Argento ai campionati italiani promesse (Agropoli), 3000 m siepi- 9'09"75
- Argento ai campionati italiani promesse (Agropoli), 1500 m piani - 3'47"38
- Argento ai campionati italiani universitari, 3000 m siepi - 9'06"74

2019
- 6º ai campionati italiani di corsa campestre, cross corto - 9'01"
- Oro ai campionati italiani assoluti (Bressanone), 1500 m piani - 3'45"09
- Oro ai campionati italiani universitari (L'Aquila), 3000 m siepi - 9'11"28

2020
- 4º ai campionati italiani assoluti, 1500 m piani - 3'50"66

2022
- 6º ai campionati italiani assoluti, 1500 m piani - 3'49"42
- 18º ai campionati italiani di corsa campestre, cross corto - 9'13"

2023
- 12º ai campionati italiani assoluti, 3000 m siepi - 9'24"75

## Altre competizioni internazionali
2019
- 8º nel XXX Meeting Internazionale di Lignano ( Lignano Sabbiadoro), 1500 m piani - 3'43"25
- 7º nella Super League degli Europei a squadre ( Bydgoszcz), 1500 m piani - 3'50"29

2021
- 5º nel XXXII Meeting Internazionale di Lignano ( Lignano Sabbiadoro), 1500 m piani - 3'42"29